# Москалець Костянтин Вілійович
Костянтин Ві́лійович Москале́ць (нар. 23 лютого 1963, Матіївка, в деяких ранніх творах підписаний як Кость Москалець) — український  поет, прозаїк, перекладач, літературний критик, музикант.
Член Національної спілки письменників України та Асоціації українських письменників.

## Життєпис
Народився в с. Матіївка біля Батурина на Чернігівщині в родині письменника Вілія Москальця. Закінчив середню школу № 4 в Бахмачі (1980). Заочно закінчив Літературний інститут ім. Горького в Росії (поезія, семінар Едуарда Балашова) (1990).
Один із засновників бахмацької літературної групи ДАК. Служив у війську (1981—1983), працював на радіозаводі в Чернігові, був учасником Львівського театру-студії «Не журись!», виступаючи як автор-виконавець власних пісень. Автор слів і музики відомої в Україні пісні «Вона» («Завтра прийде до кімнати…»). Член Національної спілки письменників України (1992) та Асоціації українських письменників (1997).
13 серпня 2015 року Костянтин Вілійович одружився з українською письменницею Богданою Матіяш.
Живе у Києві. 
Раніше був одружений з Галиною Пагутяк, з якою має дочку Ладу Москалець. 

## Твори

### Поезія
- «Думи» (Київ: Молодь, 1989);
- «Songe du vieil pelerin» («Пісня старого пілігрима») (Київ, 1994);
- «Нічні пастухи буття» (Львів: Кальварія, 2001);
- «Символ троянди» (Львів: Кальварія, 2001);
- «Мисливці на снігу» (Львів: ЛА «Піраміда», 2011);
- «Поезія Келії» (Львів: Видавництво Старого Лева, 2017);
- «Срібне поле» (Київ, А-БА-БА-ГА-ЛА-МА-ГА, 2022).

### Проза
- «Досвід коронації»;
- «Рання осінь» (Львів: Класика, 2000);
- «Келія чайної троянди» (Львів: Кальварія, 2001) — щоденникові записи;
- «Досвід коронації» (Львів, ЛА «Піраміда», 2009);
- «Вечірній мед» (Київ, А-БА-БА-ГА-ЛА-МА-ГА, 2013);
- «Зірка на ім'я Марія. Вибрана проза» (Львів: Видавництво Старого Лева, 2019).

### Есеїстика
- «Людина на крижині» (Київ: Критика, 1999);
- «Гра триває» (Київ: Факт, 2006);
- «Сполохи» (Львів, ЛА «Піраміда», 2014);
- «Стежачи за текстом. Вибрана критика та есеїстика» (Львів: Видавництво Старого Лева, 2019);
- «Спорудження мосту» (Львів: Видавництво Старого Лева, 2023).

## Музика
2000 року Віктор Морозов записав диск «Треба встати і вийти», а у 2008 році — диск «Армія світла». Ці диски складаються з пісень Костянтина Москальця. Низку пісень музиканта виконує Тарас Чубай із гуртом «Плач Єремії» — зокрема, легендарну пісню «Вона».
Також він є автором слів до «Наречені вовків», пісні гурту ФАЙНО.
Проза Москальця перекладена англійською, німецькою, російською та японською мовами; сербською і польською перекладені численні вірші та есеї.

## Нагороди
- Національна премія України імені Тараса Шевченка 2015 року — за книгу літературної критики та есеїстики «Сполохи»[4]

### Лауреат премій
- Журналу «Сучасність» (1994)
- Імені О. Білецького (2000)
- Імені Василя Стуса (2004)
- Імені Володимира Свідзінського (2004)
- Імені Михайла Коцюбинського (2005)
- Імені Григорія Сковороди «Сад божественних пісень» (2006)
- Мистецької премії «Глодоський скарб» (2010)
- Імені Юрія Шевельова (2014)[5][6]
- Національна премія України імені Тараса Шевченка — лауреати 2015 року